# Gran Premio Miguel Indurain 1999
Il Gran Premio Miguel Indurain 1999, quarantatreesima edizione della corsa e prima con questa denominazione, si svolse il 3 aprile su un percorso di 198 km. Fu vinto dall'italiano Stefano Garzelli della Mercatone Uno-Bianchi davanti allo spagnolo David Etxebarria e all'italiano Davide Rebellin.

## Ordine d'arrivo (Top 10)
| Pos. | Corridore                 | Squadra                          | Tempo    |
| ---- | ------------------------- | -------------------------------- | -------- |
| 1    | Stefano Garzelli          | Mercatone Uno-Bianchi            | 5h38'02" |
| 2    | David Etxebarria          | ONCE-Deutsche Bank               | s.t.     |
| 3    | Davide Rebellin           | Team Polti                       | s.t.     |
| 4    | Laurent Jalabert          | ONCE-Deutsche Bank               | s.t.     |
| 5    | Marco Velo                | Mercatone Uno-Bianchi            | s.t.     |
| 6    | Txema del Olmo            | Euskaltel-Euskadi                | a 18"    |
| 7    | Daniel Atienza Urendez    | Team Polti                       | s.t.     |
| 8    | Bingen Fernández          | Euskaltel-Euskadi                | s.t.     |
| 9    | Ginés Salmerón            | Vitalicio Seguros-Grupo Generali | a 20"    |
| 10   | Igor González de Galdeano | Vitalicio Seguros-Grupo Generali | a 40"    |